# Marie Gabriel Augustin Savard
Marie Gabriel Augustin Savard (21 de agosto de 1814 – 7 de junio de 1881) fue un compositor y profesor francés.

## Biografía
Savard fue profesor en el Conservatorio de París de solfa tónica, armonía y bajo figurado. Entre sus alumnos se encontraban nombres de reconocido prestigio como Jules Massenet, Cécile Chaminade, Jules Danbé y Edward MacDowell. Sus obras más notables fueron Kyrie (1860) y Messe solennelle (1865).
También publicó libros sobre teoría musical y una recopilación de cantos llanos.  Éstas incluyen; Curso completo de armonía teórica y práctica (1853) y Príncipes de la música y método de transposición (1865), Librairie Hachette et cie. , París 
Este último trabajo fue aprobado por la Academia de Bellas Artes del Instituto de Francia bajo la dirección de notables compositores como Daniel Auber, Ambroise Thomas, Hector Berlioz y Fromental Halévy . 